# Duncan MacDougall

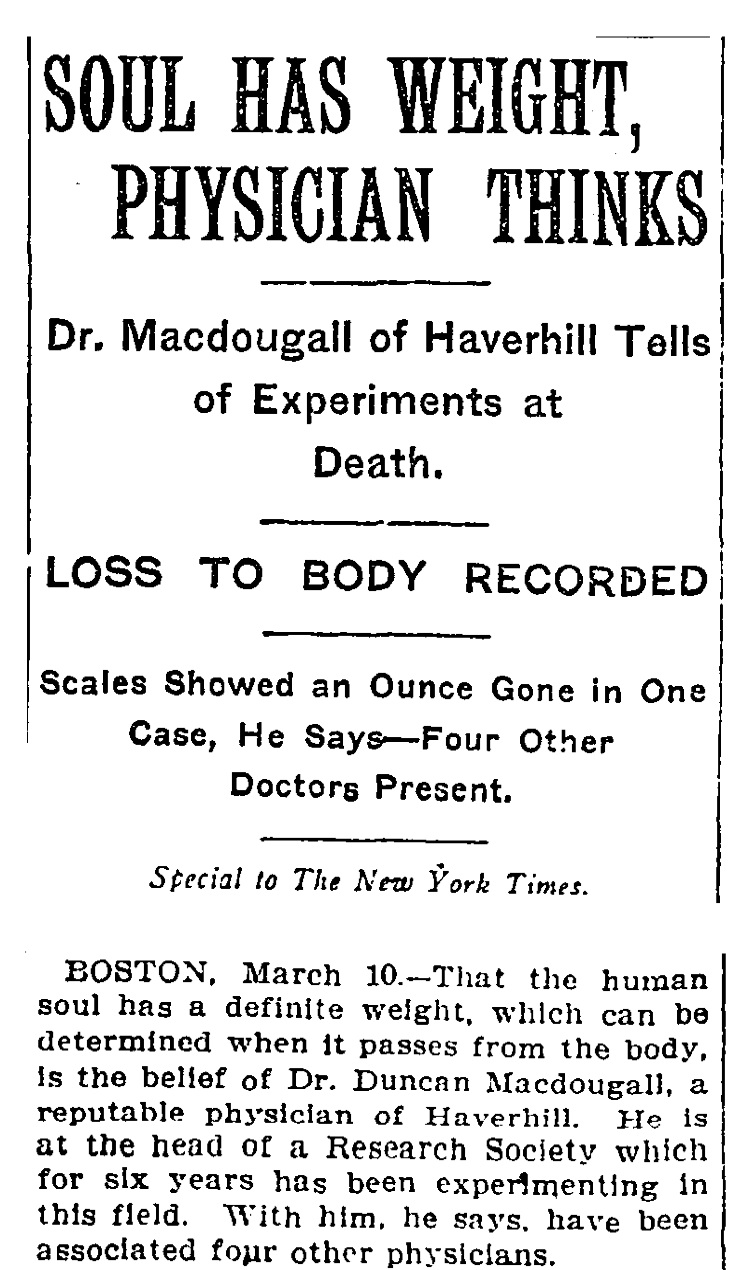
Artikel aus der New York Times vom 11. März 1907 zu MacDougalls Untersuchungen

Duncan MacDougall (* 1866; † 15. Oktober 1920) war ein US-amerikanischer Arzt aus Haverhill, Massachusetts, der im frühen 20. Jahrhundert versuchte, das „Gewicht der Seele“ durch Wiegen sterbender Patienten zu bestimmen.

## Experimente zum Gewicht der Seele
1902 wog MacDougall sechs sterbende Patienten als Versuch einer Psychostasie. Er wollte beweisen, dass die Seele materiell und messbar sei – die Gewichtsdifferenz zwischen lebendigen und toten Patienten betrug nach seinen Angaben durchschnittlich 21 Gramm (zwischen 8 und 35 g). Im März 1907 erschien ein Bericht über diese Untersuchung in der New York Times sowie zwei Berichte im selben Jahr in der medizinischen Zeitschrift American Medicine.
MacDougall vergiftete weiterhin fünfzehn Hunde und stellte während deren Sterben keine Gewichtsabnahme fest, woraus er folgerte, dass Hunde keine Seele besäßen. Später versuchte er, die menschliche Seele auch als „Schattenbild“ auf Röntgenbildern zu erkennen.
In den 1930er Jahren wiederholte der Lehrer und Wissenschaftsenthusiast H. LaVerne Twining die Experimente McDougalls in Los Angeles mit Mäusen. Zunächst gelang es ihm, auch bei einer an Cyanid gestorbenen Maus einen Gewichtsverlust im Moment des Verendens zu messen. In einem weiteren Experiment sperrte er das sterbende Tier allerdings in einen hermetisch verschlossenen Glasbehälter. Das Gewicht blieb dabei gleich. Twining schloss, dass der Körper der Maus im Augenblick des Todes einen starken Flüssigkeitsverlust erlitt, der den Gewichtsabfall erklären würde. Da die Flüssigkeit nicht aus dem geschlossenen Behälter entweichen konnte, blieb auch das Gesamtgewicht gleich. Verschieden schwere Menschen mit unterschiedlichem Flüssigkeitshaushalt würden auch unterschiedlich viel Flüssigkeit verloren haben. McDougalls Experimente gelten heute als unwissenschaftlich, seine 21-Gramm-Hypothese spielt aber in der Popkultur nach wie vor eine Rolle.
Nach MacDougalls Vorgehen und seinen Ergebnissen wurde 2003 der Film 21 Gramm benannt. Auch in der Rahmenhandlung des Filmdramas 1001 Gramm aus dem Jahr 2014 spielen das von MacDougall ermittelte Seelengewicht und das Thema Messgenauigkeit eine wichtige Rolle.

## Veröffentlichungen
- Duncan MacDougall: Hypothesis concerning soul substance together with experimental evidence of the existence of such substance. In: American Medicine, April 1907, Vol. II, 240–243.
- Duncan MacDougall: Hypothesis Concerning Soul Substance. In: American Medicine, July 1907, Vol. II, 395–397, OCLC 503784799.